# Rhyacophila jewetti
Rhyacophila jewetti is een schietmot uit de familie Rhyacophilidae. De soort komt voor in het Nearctisch gebied.
De wetenschappelijke naam van de soort werd voor het eerst gepubliceerd in 1954 door Donald G. Denning.